# Crinipes
Genre
Crinipes est un genre de plantes monocotylédones de la famille des Poaceae, sous-famille des Arundinoideae, originaire d'Afrique orientale, qui comprend deux espèces.
L'espèce-type est Crinipes abyssinicus.
Ce sont des plantes herbacées vivaces cespiteuses, aux tiges de 45 à 160 cm de haut. L'inflorescence est une panicule.
Étymologiele nom générique « Crinipes » dérive de deux racines latines, crinis (crin) et pes (pied), en référence à l'arête présente sur la glume inférieure.

## Liste d'espèces
Selon The Plant List (1er mai 2017) :
- Crinipes abyssinicus (Hochst. ex A.Rich.) Hochst.
- Crinipes longifolius C.E.Hubb.